# 台勒维丘克河
台勒维丘克河，位于中华人民共和国新疆维吾尔自治区阿克苏地区拜城县中部的一条河流，是卡木斯浪河左岸支流，发源于天山南支脉哈尔克他乌山南坡，先大体由西北向东南流，之后转了一个大弯，向西南穿过长约13千米的狭长的艾来克别西盆地，出盆地隘口后又渐转东南流，下行21千米后出山口进入山前平原区，经拜城县城东部城区，最后于县城东南郊汇入卡木斯浪河。河流全长86千米，出山口处特尔维其克水位站以上河长65千米，流域面积870平方千米，年均径流量约0.79亿立方米。台勒维丘克河上游是夏季牧场，下游沿岸是拜城县主要的冬季牧场之一。